# Sony Ericsson K608i
Sony Ericsson K608i為索尼爱立信於2005年10月14日推出的3G手提電話。內建130萬畫素數位相機以及10萬畫素副鏡頭。與K600i同為台灣3G市場之開台手機。